# Кубітет
Кубіте́т (рос. Кубитет) — село у складі Тяжинського округу Кемеровської області, Росія.

## Населення
Населення — 757 осіб (2010; 879 у 2002).
Національний склад (станом на 2002 рік):
- росіяни — 93 %